# Ордатский сельсовет
Ордатский сельсовет — упразднённая административно-территориальная единица Шкловского района Могилёвской области Белоруссии. Сельсовет упразднён в феврале 2012 года.

## Состав
В составе сельсовета на момент упразднения находились 10 населённых пунктов:
- Грамоки — деревня.
- Дивново — деревня.
- Ладыжено — деревня.
- Новое Вильяново — деревня.
- Новое Займище — деревня.
- Ордать — деревня.
- Редишено — деревня.
- Рудицы — деревня.
- Старое Займище — деревня.
- Шестаки — деревня.

Упразднённые населённые пункты на территории сельсовета:
- Вишенька — деревня.